# روبرت كورتيس كلارك
روبرت كورتيس كلارك هو سياسي كندي، ولد في 2 يوليو 1937 في أكمي في كندا. حزبياً، نشط في حزب الائتمان الاجتماعي في ألبرتا ‏. وقد انتخب عضو الجمعية التشريعية ألبرتا.